# Ludwig Dill

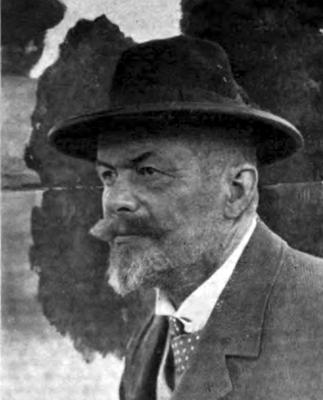
Ludwig Dill (spätestens 1904)

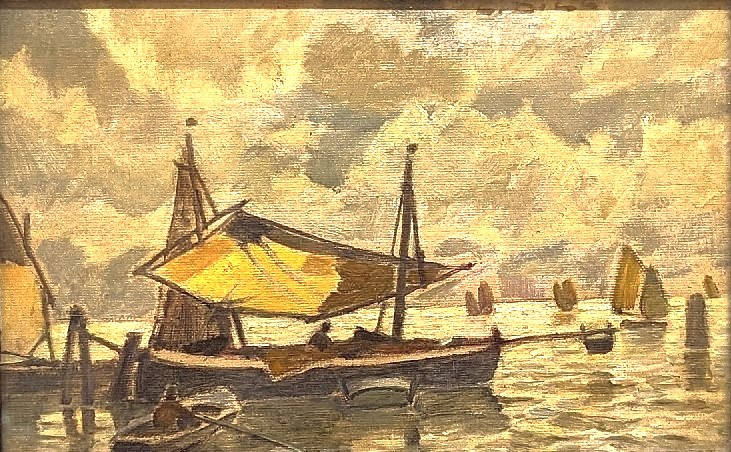
Morgen an der Lagune, Öl auf Holz

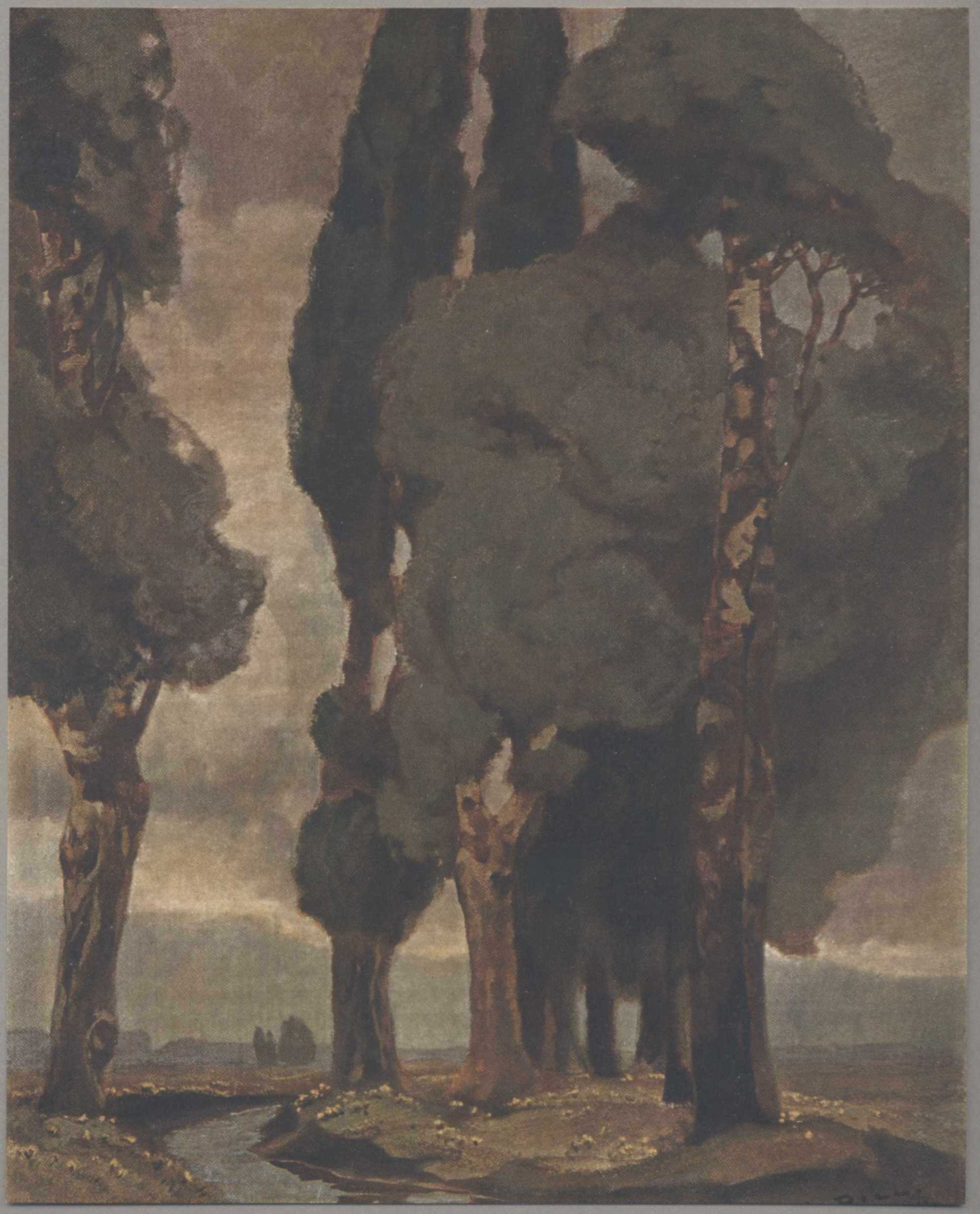
Gewitterstimmung (Gemälde)

Ludwig Dill (* 2. Februar 1848 in Gernsbach; † 31. März 1940 in Karlsruhe) war ein deutscher Maler.

## Leben und künstlerisches Wirken
Wilhelm Franz Karl Ludwig war der einzige Sohn des Großherzoglichen Amtsassessors, später Amtsrichter, Ludwig Dill und seiner Ehefrau Rosa Dill, geb. Dietz. Ein Jahr nach seiner Geburt übersiedelte die Familie nach Gengenbach, 1856 nach Durlach und schließlich 1862 nach Stuttgart.
Bis 1872 studierte Ludwig Dill Architektur am Stuttgarter Polytechnikum, wechselte später an die Münchner Akademie. Ab 1874 war er ein Schüler von Karl Theodor von Piloty, Carl Raab und Otto Seitz. Über letztgenannten Künstler schrieb er:

„Prof. Seitz war Naturalist. Bei seinem großen Bilde 'Neptun und die Najaden' gewahrte man an den Hüften und Waden die Striemen von den Unterröcken und Strumpfbändern, die die abgemalten Damen getragen haben. Ich war mit ihm stets im Kampfe: Er verlangte, dass man die Glanzlichter auf der Nase trocken hinreiben solle, so dass man die 'Pores’ gewahre! Das widerstrebte mir vollkommen!“

Jedoch mehr beeinflusste ihn die außerakademische Münchner Landschaftsmalerei um Adolf Lier, dem er sich bald anschloss.

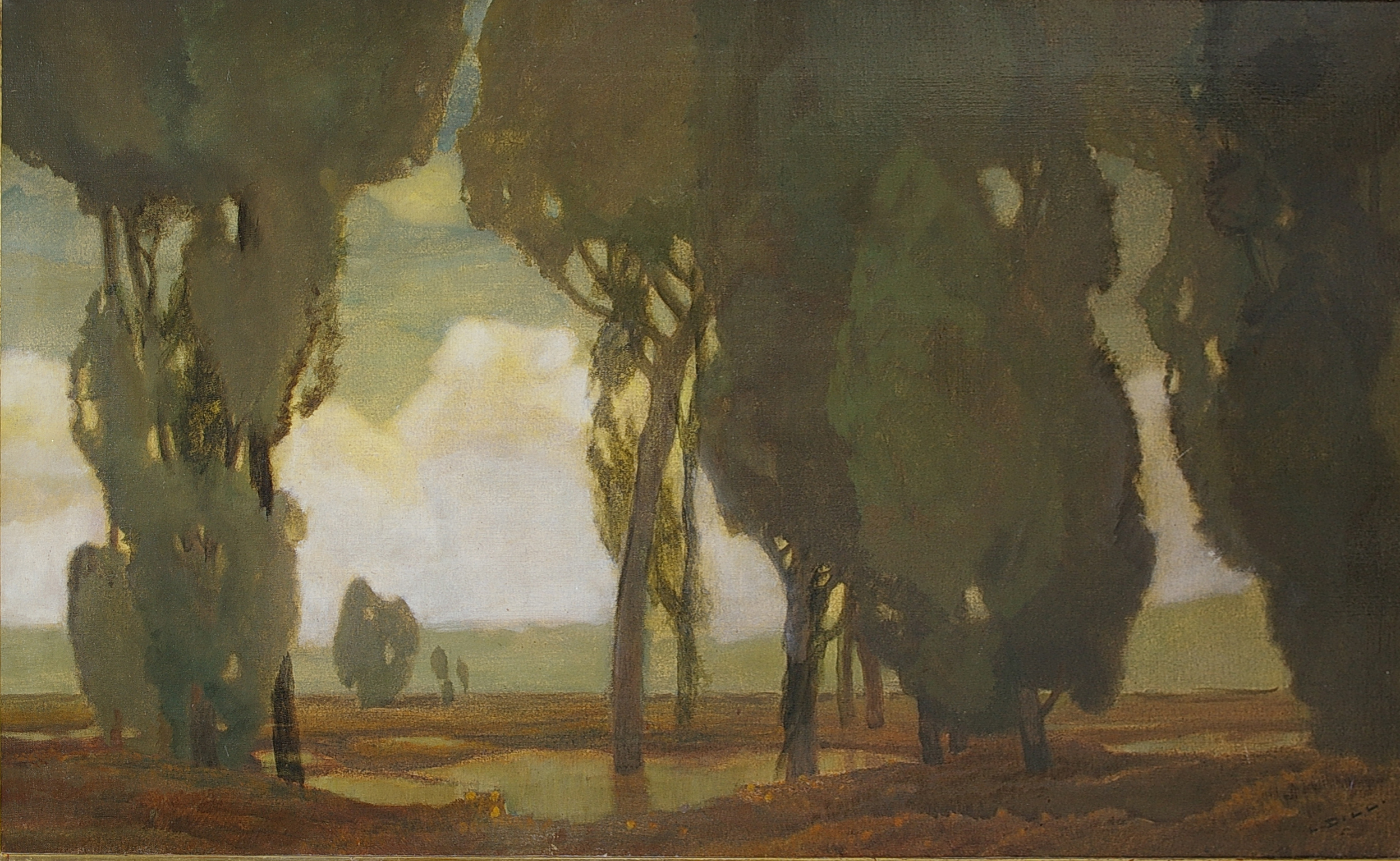
Der Morgen, Öl auf Leinwand

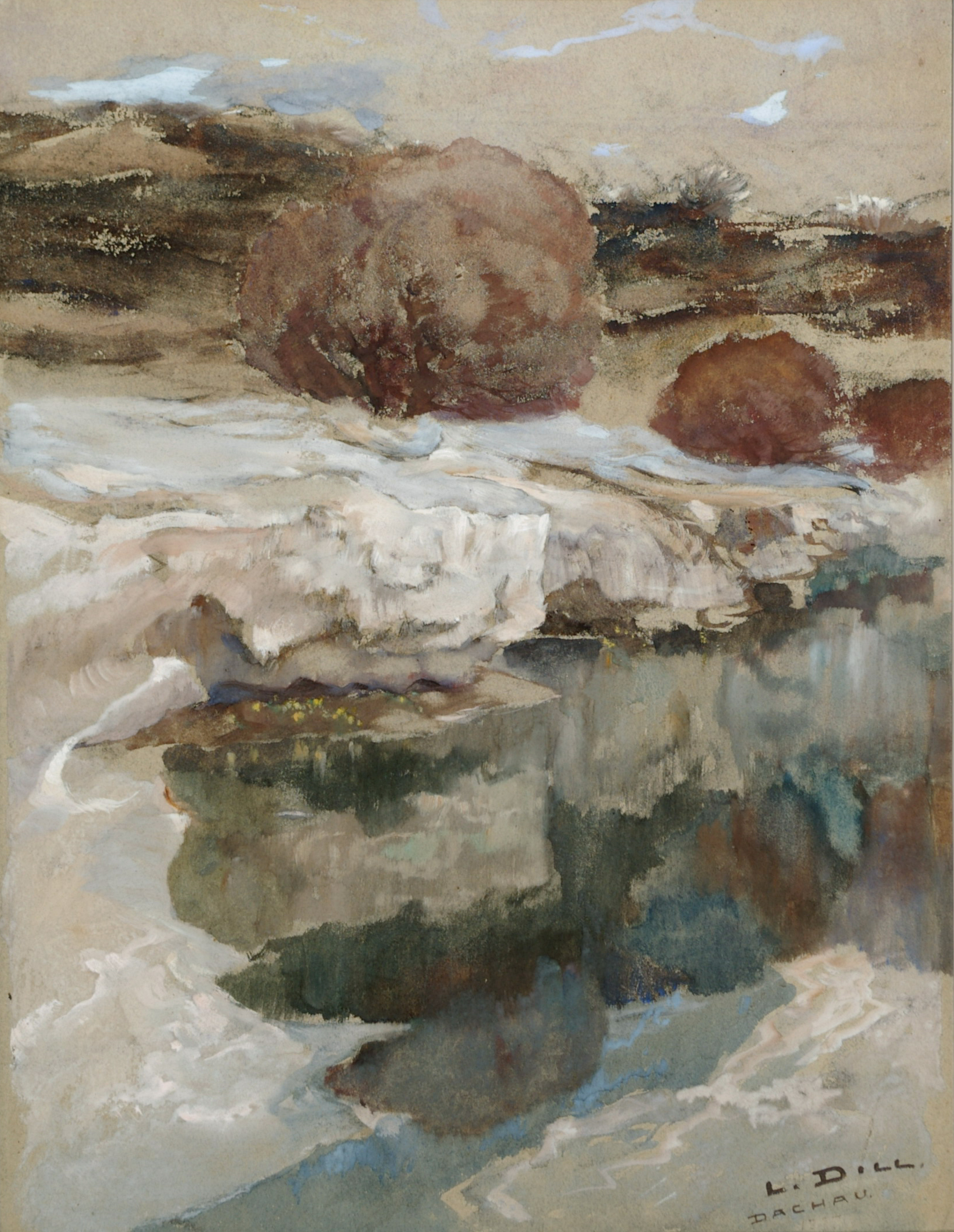
Letzte Schneewehen im Moose

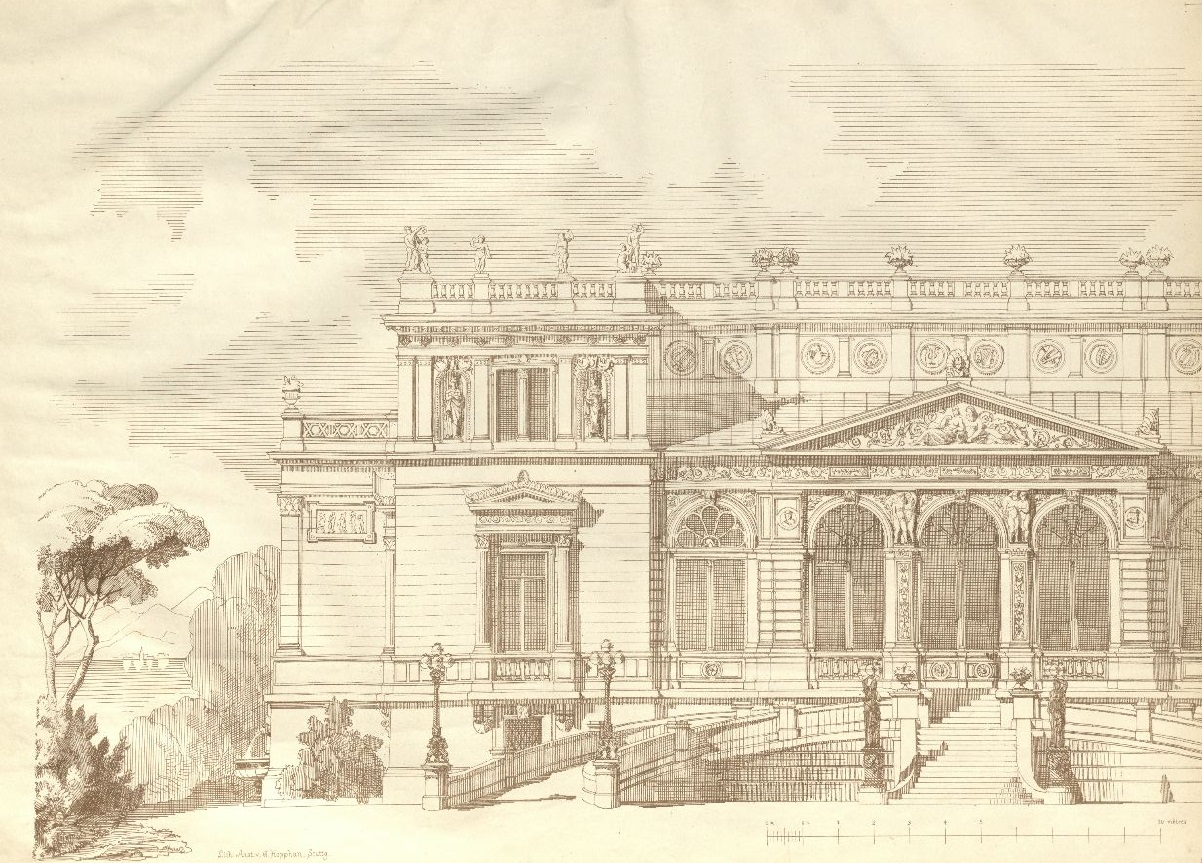
Teilansicht eines Lusthauses

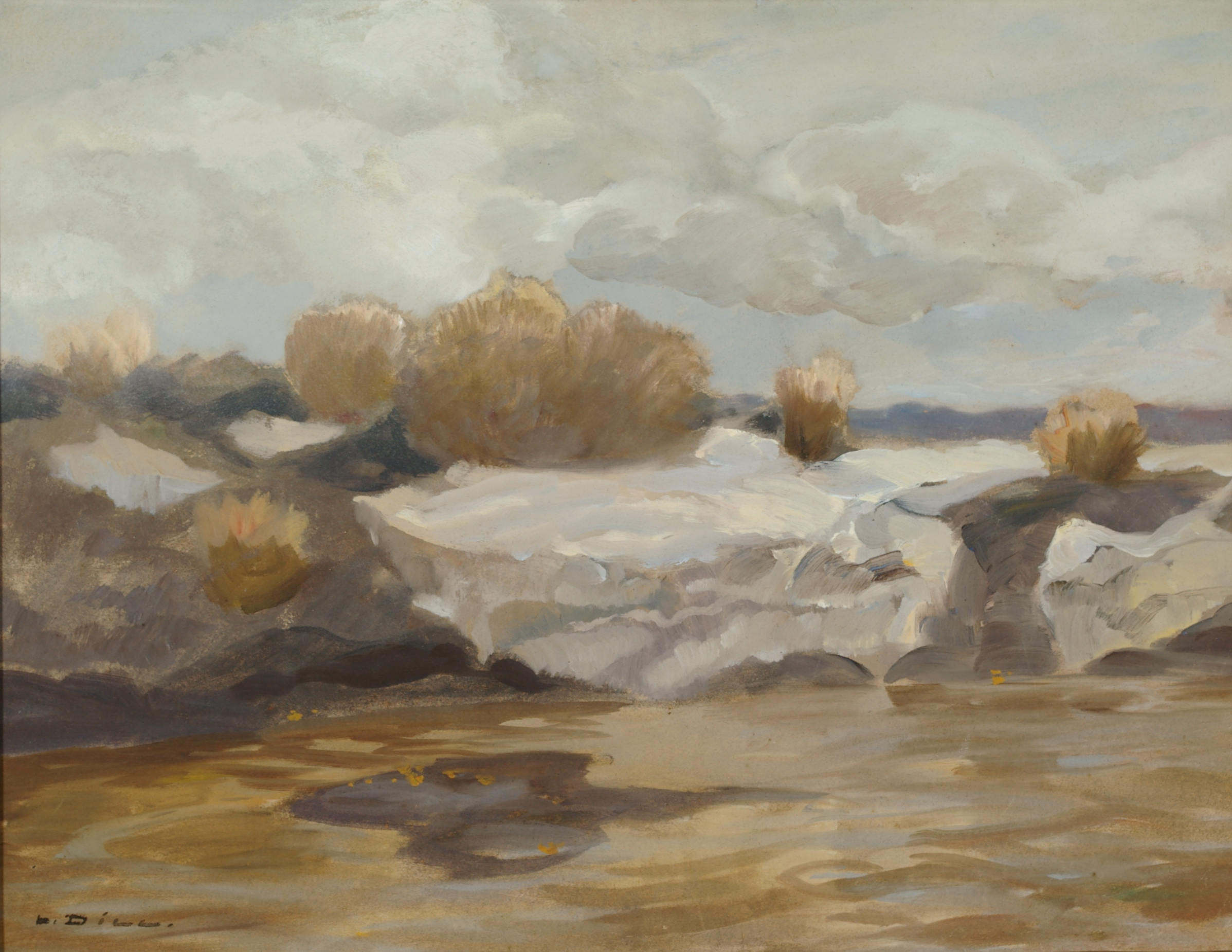
Schneeschmelze an der Amper

Ludwig Dill war seit 1874 viel auf Reisen „und entdeckte bei Venedig eines seiner bevorzugten Landschaftsmotive, namentlich in Chioggia. Der impressionistisch gefärbte Realismus der venezianischen Landschaft wich Anfang der neunziger Jahre allmählich einer Art ornamentaler Naturstilisierung, die Dill in die Nähe des Jugendstil brachte“. Der Künstler, der sich auch als Marinemaler einen Namen gemacht hatte, war ein Gründungsmitglied der Münchner Sezession, ein Verein Bildender Künstler Münchens, dessen Präsident er von 1894 bis 1899 war.
Von Bedeutung war seine Freundschaft mit Adolf Hölzel, der in Dachau eine Malschule unterhielt und den er dort 1892 erstmals besuchte. Wie ihn sein Weg nach Dachau führte, darüber schrieb Dill:

„Um meinen lb. Freund Hölzel in dem mir noch unbekannten Dachau zu besuchen, fuhr ich an einem schönen Herbsttage da hinaus. Zu meinem grossen Erstaunen sah ich zu beiden Seiten der Bahn entzückende Wasserläufe und Tümpel mit prachtvollen Farbklängen. Hölzel zeigte mir nun eine Anzahl beliebter Motive, die mir aber nichts Besonderes bieten konnten. Dann sagte ich ihm: 'Nun will ich aber Dich mal führen'. Auch er stand staunend vor meinen köstlichen Entdeckungen! Von da an drangen wir immer weiter ins 'Moos', wo unsere Begeisterung keine Grenzen hatte. Das weiße Moor hat es uns ganz besonders angetan. Da war mein Entschluss gefasst!! Dachau und nur Dachau!!“

1896 übersiedelte Ludwig Dill nach Dachau, wo er sich in der damaligen Holzgartenstrasse (heute: Ludwig-Dill-Straße) ein kleines Häuschen gekauft hatte. Zusammen mit Arthur Langhammer und Adolf Hölzel gründete er die Malerschule „Neu-Dachau“, was ihn zu einem der wichtigsten Vertreter der Künstlerkolonie Dachau machte. Seine Studien im Dachauer Moos brachten die atmosphärischen, weichen Stimmungen des Moores besonders fein zum Ausdruck.
1899 ging Ludwig Dill als Lehrmeister nach Karlsruhe. Dort unterrichtete er von 1899 bis 1919 an der Staatlichen Akademie der Bildenden Künste Karlsruhe. Der Künstler kehrte in den Sommermonaten immer wieder nach Dachau zurück, wo er sein Häuschen besaß:

„Wenn er dann im Sommer in Dachau war, bildete er den verehrten Mittelpunkt jüngerer Maler und Malerinnen. Allwöchentlich traf sich dieser Kreis bei Hörhammer im 'Max-Josef-Zimmer', wo der Meister venezianische Gondellieder sang, sich selber auf der Laute begleitend, umschwärmt von seinen Schülern und Schülerinnen. Die nicht zu diesem Kreise gehörenden jüngeren Kollegen nannten diese stimmungsvollen Zusammenkünfte etwas neiderfüllt ‚die Anbetung‘.“

Auf der ersten gemeinsamen Ausstellung des Deutschen Künstlerbundes mit der Münchener Secession 1904 im Königlichen Ausstellungsgebäude am Münchener Königsplatz war Ludwig Dill mit zwei Ölgemälden vertreten.
Er gehörte zur bevorzugten Auswahl zeitgenössischer Künstler, die das „Komité zur Beschaffung und Bewertung von Stollwerckbildern“ dem Kölner Schokoladeproduzent Ludwig Stollwerck zur Beauftragung für Entwürfe vorschlug.
Ludwig Dill war zweimal verheiratet. 1875 ehelichte er Luise Kornbeck († 1905), mit der er 30 Jahre verheiratet war und drei Kinder hatte, zwei Töchter und einen Sohn (starb im Ersten Weltkrieg). Vier Jahre nach dem Tod seiner ersten Ehefrau heiratete der Maler die Witwe Johanna Malburg (1859–1944).
1936 wurde er zum Ehrenbürger der Stadt Dachau, 1938 anlässlich seines 90. Geburtstages zum Ehrenbürger der Stadt Gernsbach ernannt. In Dachau (seit 1933), Gernsbach (seit 1935), Karlsruhe (seit 1964) und Vierkirchen erinnern jeweils eine Straße an den Künstler.
Ein Teil seines schriftlichen Nachlasses befindet sich im Deutschen Kunstarchiv im Germanischen Nationalmuseum in Nürnberg.

## Porträts und Rezeption
- 1906 Interieur und Kommode, zwei Werke von August von Brandis gemalt im Atelier von Ludwig Dill in Dachau.
- 1906 einseitige Bronzegussmedaille, 81 mm. Medailleur: Benno Elkan (1877–1960). Bildseite. LVDWIG DILL – Kopfbildnis nach links. Literatur: Menzel-Severing p. 193, Nr. 162, Abb. 117.
- 1903 bis 1905: Porträt Dills von Hermann Binz am Stephanienbrunnen (Karlsruhe).

## Werke (Auszug)
- Salbeifelder in der überschwemmten Poebene
- Winterliche Gärten in Dachau
- Chiogga am Abend
- Holländische Dünenlandschaft
- Pappeln im Wasser, Tempera/Malkarton 91,4×71,8
- Blaue Blumen, Tempera/Malkarton 75×92,5
- Blaue Frühlingsblüte im Dachauer Moos, Tempera/Malkarton 68×90
- Frühling im Moos mit Silberpappeln, Öl/Lwd. 53×65
- Die alte Dachauer Holzgartenstrasse, Tempera/Malkarton 15,5×23 (Anm.: heute Ludwig Dill Str.)
- Abenddämmerung über der Amper, Tempera/Malkarton 72×90
- Dachau an der Amper, Öl/Lwd. 50×70
- Ein Herbstmorgen, Tempera/Malkarton 49×42
- Der Morgen, Öl/Lwd. 104,5×59,5
- Birken im Dachauer Moos, Öl/Malkarton 54×37
- Letzte Schneewehen im Moose, Tempera/Papier/Pappe 66×50
- Schneeschmelze an der Amper, Tempera/Papier/pappe 51×65
- Pappeln und Weiden, Tempera Papier/Leinwand 92×72